# Павлоградський район (1923—2020)
Павлогра́дський райо́н — колишня адміністративно-територіальна одиниця на сході Дніпропетровської області України. Адміністративний центр — місто Павлоград. Населення на 1 лютого 2012 року становило 28 661 осіб.

## Географія
Район розташований у центрі Західного Донбасу, у зоні центрального степу з недостатнім зволоженням. Межує з Васильківським, Новомосковським, Петропавлівським, Синельниківським, Юр'ївським районами та Близнюківським районом Харківської області. Територія 145,3 тисяч га.

## Історія
Павлоградський район створено в 1923 році (у 1959 й 1991 роках територія району змінювалася). А до цього регіон мав цікаву й своєрідну історію. У XVIII-XIX ст. на території тогочасного повіту історики налічують 28 поселень. Основним заняттям для їх мешканців було землеробство, пізніше — тваринництво, а згодом і рослинництво. Друга половина XX століття характерна розробкою багатих покладів кам'яного вугілля.
05.02.1965 Указом Президії Верховної Ради Української РСР передано Богданівську та Новодачинську сільради Петропавлівського району до складу Павлоградського району.

## Адміністративний устрій

Межі сільрад на мапі району

Район адміністративно-територіально поділяється на 13 сільських рад, які об'єднують 39 населених пунктів та підпорядковані Павлоградській районній раді. Адміністративний центр — місто Павлоград, яке має статус міста обласного значення, тому не входить до складу района.
- 1. Богданівська сільська рада (с. Богданівка, с. Мерцалівка, с. Самарське, с. Шахтарське)
- 2. Богуславська сільська рада (с. Богуслав)
- З. Булахівська сільська рада (с. Булахівка, с. Червона Долина)
- 4. Карабінівська сільська рада (с. Карабинівка, с. Лиманське, с. Новоолександрівське, с-ще Мінеральні Води)
- 5. Вербківська сільська рада (с. Вербки, с. Морозівське, с. Нові Вербки)
- 6. В'язівоцька сільська (с. В'язівок, с. Веселе)
- 7. Кочережківська сільська рада (с. Кочережки, с. Жолобок, с. Підлісне)
- 8. Межиріцька сільська рада (с. Межиріч, с. Домаха, с. Котівець, с-ще Новоселівське, с. Ожинівка, с. Червона Нива)
- 9. Новодачинська сільська рада (с. Нова Дача, с. Кохівка)
- 10. Новоруська сільська рада (с. Нова Русь, с. Зелене, с. Мар'ївка)
- 11. Попереченська сільська рада (с. Поперечне, с. Новомиколаївське, с. Степ, с. Свідівок)
- 12. Привовчанська сільська рада (с. Привовчанське, с. Малоолександрівка)
- 13. Троїцька сільська рада (с. Троїцьке, с. Вербове, с. Левадки)

### Поселення
| Поселення         | 1886 рік | 1989 рік | 2001 рік |
| ----------------- | -------- | -------- | -------- |
| 2000-4999         |          |          |          |
| Межиріч           | 1676     | 4500     | 4174     |
| Богуслав          | 2926     |          | 3880     |
| Вербки            | 3553     | 4400     | 3822     |
| Богданівка        | 4695     |          | 4651     |
| Булахівка         | 2037     | 2400     | 2128     |
| 1000-1999         |          |          |          |
| В'язівок          | 3386     | 2100     | 1973     |
| Кочережки         | 3341     |          | 1670     |
| Троїцьке          | 745      | 1500     | 1392     |
| Нова Дача         |          |          | 1319     |
| 500-999           |          |          |          |
| Карабинівка       | 1070     | 740      | 929      |
| Привовчанське     | 936      | 820      | 918      |
| Малоолександрівка |          | 620      | 597      |

## Економіка
Останнім часом інтенсивно розвивається сільське господарство і промисловість.
На території району споруджено 7 шахт: ім. Героїв Космосу, «Павлоградська», «Благодатна» та ін., збагачувальну фабрику. Функціонують промислове, 4 будівельних, автотранспортне та 9 підприємств, що обслуговують агропромисловий комплекс.
Провідна сфера району — агропромисловий комплекс, де працюють 56 сільськогосподарських підприємств. Також тут діють 14 млинів, 19 олійниць, 4 крупорушки, 6 цехів з виробництва макаронних виробів, цех із виготовлення ковбас, 12 пекарень.
За сільськогосподарським призначенням у районі налічується 113,3 тис. га сільгоспугідь, у тому числі ріллі — 86,8 тис. га, зрошуваних земель — 5,1 тис. га.
Вирішується проблема газифікації. Шляховики щороку після капітального та середнього ремонту додають десятки кілометрів доріг.

## Транспорт
Район перетинає із заходу на схід автошлях E50М04, також є Р51, Т 0408, Т 0416, Т 0422 та Т 0426.
Є дві залізничні гілки: північ — південь (Лозова — Синельникове I) та схід — захід (Новомосковськ-Дніпровський — Покровськ). Три станції: Ароматна, Богуславський та Мінеральна.
Зупинні пункти: 119 км, 121 км, 132 км, 981 км, 988 км, 1005 км, Домаха та Межерічі.

## Населення
Розподіл населення за віком та статтю (2001)
| Стать | Всього | До 15 років | 15-24 | 25-44  | 45-64  | 65-85 | Понад 85 |
| --- | ------ | ----------- | ----- | ------ | ------ | ----- | -------- |
| Чоловіки | 35 535 | 7163        | 5934  | 10 578 | 8507   | 3222  | 131      |
| Жінки | 40 291 | 6790        | 4943  | 10 826 | 10 435 | 6540  | 757      |
| \| Статево-вікова піраміда \| Статево-вікова піраміда \| Статево-вікова піраміда \| \| ----------------------- \| ----------------------- \| ----------------------- \| \| Чоловіки \| Вік \| Жінки \| \| 131 \| 85 + \| 757 \| \| 200 \| 80-84 \| 879 \| \| 568 \| 75-79 \| 1786 \| \| 1250 \| 70-74 \| 2208 \| \| 1204 \| 65-69 \| 1667 \| \| 2462 \| 60-64 \| 3426 \| \| 1426 \| 55-59 \| 1720 \| \| 2242 \| 50-54 \| 2618 \| \| 2377 \| 45-49 \| 2671 \| \| 2768 \| 40-44 \| 2914 \| \| 2641 \| 35-39 \| 2727 \| \| 2493 \| 30-34 \| 2476 \| \| 2676 \| 25-29 \| 2709 \| \| 2763 \| 20-24 \| 2433 \| \| 3171 \| 15-20 \| 2510 \| \| 3051 \| 10-14 \| 2903 \| \| 2358 \| 5-9 \| 2232 \| \| 1754 \| 0-4 \| 1655 \| |        |             |       |        |        |       |          |
| Статево-вікова піраміда |        |             |       |        |        |       |          |
| Чоловіки | Вік    | Жінки       |       |        |        |       |          |
| 131 | 85 +   | 757         |       |        |        |       |          |
| 200 | 80-84  | 879         |       |        |        |       |          |
| 568 | 75-79  | 1786        |       |        |        |       |          |
| 1250 | 70-74  | 2208        |       |        |        |       |          |
| 1204 | 65-69  | 1667        |       |        |        |       |          |
| 2462 | 60-64  | 3426        |       |        |        |       |          |
| 1426 | 55-59  | 1720        |       |        |        |       |          |
| 2242 | 50-54  | 2618        |       |        |        |       |          |
| 2377 | 45-49  | 2671        |       |        |        |       |          |
| 2768 | 40-44  | 2914        |       |        |        |       |          |
| 2641 | 35-39  | 2727        |       |        |        |       |          |
| 2493 | 30-34  | 2476        |       |        |        |       |          |
| 2676 | 25-29  | 2709        |       |        |        |       |          |
| 2763 | 20-24  | 2433        |       |        |        |       |          |
| 3171 | 15-20  | 2510        |       |        |        |       |          |
| 3051 | 10-14  | 2903        |       |        |        |       |          |
| 2358 | 5-9    | 2232        |       |        |        |       |          |
| 1754 | 0-4    | 1655        |       |        |        |       |          |

Етнічний склад населення району на 2001 рік був представлений наступним чином:
- українці — 78,6 %;
- росіяни — 19,8 %;
- білоруси — 0,3 %;
- інші національності — 1,3 %[5].

За даними Головного управління статистики в Дніпропетровській області кількість населення в районі на 1 лютого 2011 року становила 28 869 осіб.

## Культура
У районі функціонують 22 школи та 19 дитячих дошкільних закладів, 10 медичних установ, 24 медпункти. У Привовчанській середній школі створено мікроботанічний сад «Магнолія».
У районі також є 45 закладів культури. З них — 15 будинків культури та клубів, 15 бібліотек, 8 народних самодіяльних колективів, 4 народних музеї. Три тисячі експонатів, які подарували музею жителі села В'язівок, розповідають про історію села кінця XVIII-XIX ст. У 1913 році збудовано у цьому селі храм Святого Миколая.
З 1990 року храм — пам'ятка архітектури відкритий для віруючих.
На Всеукраїнських святах, оглядах та конкурсах неодноразово представляли народну творчість Дніпропетровщини вокально-театралізований ансамбль «Козаки-запорожці» — дипломант І Всесвітнього фестивалю козацьких мистецтв у місті Києві, фольклорний ансамбль «Первоцвіт» — лауреат V Слов'янського фольклорного фестивалю «Коляда». Театральне мистецтво представляє регіональний театр ім. Б. Захави, який працює понад 25 років.

## Політика
25 травня 2014 року відбулися Президентські вибори України. У межах Павлоградського району було створено 27 виборчих дільниць. Явка на виборах складала — 58,86 % (проголосували 14 063 із 23 892 виборців). Найбільшу кількість голосів отримав Петро Порошенко — 36,54 % (5 138 виборців); Сергій Тігіпко — 12,16 % (1 710 виборців), Михайло Добкін — 10,73 % (1 509 виборців), Юлія Тимошенко — 10,40 % (1 463 виборців), Анатолій Гриценко — 7,23 % (1 017 виборців). Решта кандидатів набрали меншу кількість голосів. Кількість недійсних або зіпсованих бюлетенів — 1,88 %.